# Earthshaker Fest
Das Earthshaker Fest, abgekürzt ESF, war ein von 2003 bis 2007 bestehendes Metal-Festival in  Franken.

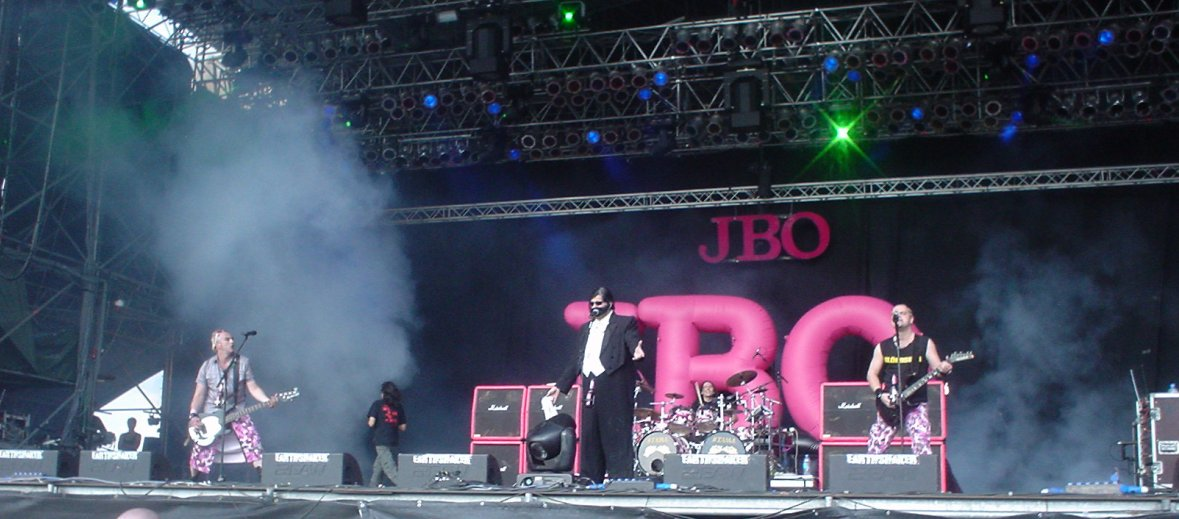
J.B.O. beim ESF 2005

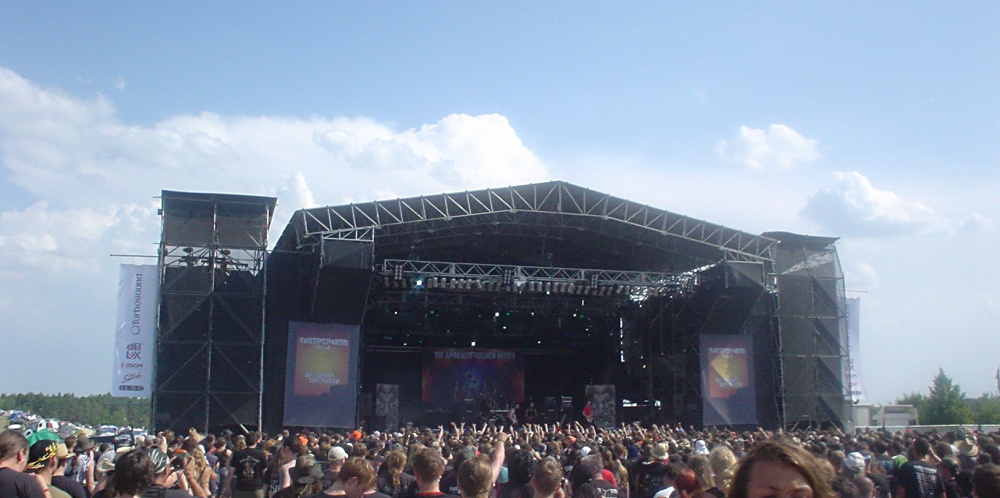
ESF 2006 auf neuem Festivalgelände

Das erste ESF fand eintägig 2003 in Hirschaid statt. Am Folgetag fand an selber Stelle die 15-Jahr-Feier der fränkischen Cover- und Thrash-Metal-Band Justice statt. Aufgrund des Erfolges wurde es fortgeführt. In den folgenden Jahren verlegte der Veranstalter es nach Geiselwind.
Um die Rahmenbedingungen für die Zuschauer zu verbessern, zog das Festival im Jahr 2006 auf ein neues Gelände. Vom 20. bis 22. Juli 2006 fand es in Kreuth (Rieden (Oberpfalz)) bei Amberg in Bayern statt.
2007 wurde das eigentlich als Open Air geplante Festival bereits im Vorfeld in die Ostbayernhalle verlegt.
Wegen Geländeproblemen wurde das Festival 2008 nicht mehr weitergeführt.

## Line-ups

### 2003 in Hirschaid
Testament, Doro, Pretty Maids, Annihilator, Justice, Powergod, Evidence One, Freedom Call, End of Green, Striker, Cronos Titan, Hatred, Born Wild, Desperate Cry, Detox, N.O.T, DJ Andre.

### 2004 in Geiselwind
Fear Factory, In Flames, Sodom, Primal Fear, Destruction, Helloween, U.D.O., Leaves’ Eyes, Mnemic, Disbelief, Rose Tattoo, Mantas, 16 Hell Ventiler, The Traceelords, Dew-Scented, Psychopunch, Justice, Dream Evil.

### 2005 in Geiselwind
Manowar, Die Apokalyptischen Reiter, Children of Bodom, Nightwish, Testament (abgesagt), Dimmu Borgir, Rhapsody, J.B.O., Grave Digger, Hypocrisy, Masterplan, Primal Fear, Loudness, Finntroll, Dragonlord, Stormwarrior (mit Kai Hansen), Evidence One, Destruction, Disbelief, Cage, Graveworm, Justice, After Forever, Exilia, Bludgeon, Machine Men, Turisas, HolyHell, Powergod, Abandoned, Force of Evil.

### 2006 in Kreuth
Hammerfall, Venom, Saxon, Edguy, Testament, Lordi, Opeth, Satyricon, Sodom, Jon Oliva’s Pain, Soilwork, Arch Enemy, Rage, Deathstars, Kataklysm, Caliban, Ektomorf, Wintersun, Brainstorm, Knorkator, Communic, One Man Army and the Undead Quartet, Die Apokalyptischen Reiter, Ensiferum, Evergrey, Scar Symmetry, Threat Signal, Equilibrium, Justice.

### 2007 in Kreuth
Die fünfte Auflage des Festivals wurde wegen des regnerischen Wetters und der geringen Teilnehmerzahl in die benachbarte Ostbayernhalle verlegt.
Motörhead, Within Temptation, Cradle of Filth, Testament, Kreator, Sepultura, J.B.O., Gamma Ray, Grave Digger, U.D.O., Unleashed, Masterplan, After Forever, Korpiklaani, Legion of the Damned, Vader, God Dethroned, Freedom Call, Norther, Dew-Scented, Keep of Kalessin, Hatesphere, Graveworm, Threshold, Mystic Prophecy, Eluveitie, Sabaton, Dezperadoz, Melechesh, Beatallica, Justice, Mors Principium Est, Deadlock, Runamok